# کییرکگور ۷۰۵۶
سیارک ۷۰۵۶ (به انگلیسی: 7056 Kierkegaard، نامگذاری:1989SE2) هفت هزار و پنجاه و ششمین سیارک کشف شده‌است که در ۲۶ سپتامبر ۱۹۸۹ کشف شد.
قدر مطلق سیارک برابر ۱۲٫۸۰ است.